# 等离子隐形
等离子隐形技术（英語：Plasma stealth）是一种理论上的飞行器隐形技术，它利用等离子吸收电磁波的特性来取代雷达波吸收材料，可在不改变外型的情况下降低雷达截面积；这个技术的理论基础很早就出现，对于无线电讯号的隔绝现象也早有研究，不过目前尚未有正式公开或证实已研发成功的成品。现阶段以俄罗斯最热衷于开发等离子隐形技术，因为俄国并未跟美国一样有开发出隐形涂料与隐形外型，故以传统外型的战斗机加上等离子隐形系统进行试验，但至今仍遇到耗电量大的问题而有待改善。